# Ломшина-Рябова Людмила Олександрівна
Людмила Рябова (ерз. Рябовонь Людмила), (5 листопада 1982, Поводимово) — ерзянська письменниця та поетеса.

## Біографічні відомості
Народилась 5 листопада 1982 року в селі Поводимово Дубьонського району Республіки Мордовія. У 2005 році закінчила Мордовський державний університет імені М. П. Огарьова за спеціальністю філологія, напрямом фіно-угорських мов. Друкувалася в часописах «Сятко», «Чилисема», «Новая жизнь», «Эрзянь правда», «Русь» кулялопатьнесэ, «Монь вайгелем» (2005), «Эскелькс» (2008).

## Творчість
Твори:
- «Сиянь байгинеть» (укр. «Срібні капельки», 2005)
- «Ливтясь нармунь…» (укр. «Взлетsла пташка…», 2010)